# Ochodaeus chrysomeloides
Ochodaeus chrysomeloides — вид оходеид из подсемейства Ochodaeinae. Время лёта: с мая по июль.

## Описание
Жук длиной 6—7 мм, имеет красно-бурую окраску. Наличник спереди с треугольной выемкой. Надкрылья с маленькими бороздками и междурядьями в беспорядочно рассеянных волосках.

## Экология
Встречается в лесной, лесостепной и степной зонах.